# Josif Landa
Josif Landa (în idiș ‏יוסף לאַנדע, transliterat Yoysef Lande rusă Йосеф Ланде; n. 11 ianuarie 1912, Dondușeni, Imperiul Rus – d. 2000, São Paulo, São Paulo, Brazilia) a fost un evreu basarabean, poet, romancier, critic și jurnalist brazilian. A scris preponderent în limba idiș.

## Biografie
S-a născut în satul Dondușeni (acum oraș și centru raional din Republica Moldova) din ținutul Soroca, gubernia Basarabia, Imperiul Rus. Și-a petrecut copilăria cu părinții la Briceni și Edineț. A studiat la Cernăuți și București.
În 1936 a emigrat în Brazilia, unde a locuit la São Paulo, apoi la Rio de Janeiro. A predat la școală. Începând cu anii 1930, a publicat poezii și povești idiș în diferite periodice din țară și străinătate: Unzer Shtime, Walt-Spiegl și Funken în Rio de Janeiro; Hint și IKUF Bleter în Buenos Aires; Yiddishe Kultur și Freiheit din New York; Yiddishe Font și Folksshtime în Varșovia; IKUF-Bleter: Revista literară Geseltschaft în București și altele.
Colecția de poezii și proză numită Lihtike Cayorn: Leader un derceilungen („Zorile luminoase”) a fost publicată în 1959 la Rio de Janeiro. A fost, de asemenea, angajat în critica literară și teatrală. A scris o serie de poezii descriu marșurile morții și evenimentele tragice din Transnistria, unde mama poetului ar fi murit în 1942..